# Granville (Massachusetts)
Granville è un comune degli Stati Uniti d'America facente parte della contea di Hampden nello stato del Massachusetts.